# Orzechowo (jezioro na Pojezierzu Północnokrajeńskim)
Orzechowo (kaszb. Jezoro Òrzéchòwò) – przepływowe jezioro rynnowe położone na północnym skraju Pojezierza Północnokrajeńskiego ("Obszar Chronionego Krajobrazu Jezior Krępsko i Szczytno"), na obszarze gminy Rzeczenica (powiat człuchowski, województwo pomorskie), o ogólnej powierzchni 21,24 ha. Na północnym wschodzie jezioro łączy się poprzez mały ciek wodny z Jeziorem Krępsko i z pozostałymi jeziorami tzw. zespołu Szczycieńskiego.